# Punta Malabata
La punta Malabata es un cabo situado a diez kilómetros a este de Tánger, Marruecos cerca del estrecho de Gibraltar. En el cabo se halla un faro y un castillo construido al inicio del siglo XX que imita el estilo medieval.
Mediante el túnel de Gibraltar está previsto unir la zona de punta Malabata con punta Paloma, en España.